# 新元素
新元素（英語：Element Fresh）是一家中国西餐连锁餐厅，主要竞争对手是沃歌斯和蓝蛙等。

## 历史
2001年由一位美国波士顿人Scott Minoie成立，2002年7月第一家门店在上海商城开业，2004年德国人Frank Rasche成为合伙人，2005年开启了以中央厨房为核心的城市扩张，2006年新元素餐饮管理（上海）有限公司成立，截至2017年在中国约有50家连锁门店，年营业额超过2亿元。
2021年12月宣布因新冠疫情陆续关停门店和中央厨房。

## 延伸阅读
- . Bloomberg News. 2021-11-03.